# Исак Челеби джамия
(Х)азрети Ис(х)ак Челеби ибн Иса джамия или Исакие (на македонска литературна норма: Исак џамија; на турски: Kadi Ishak Çelebi Camii, Ishakkiye) е мюсюлмански храм от XVI век, намиращ се в град Битоля, Северна Македония. Джамията е действаща, принадлежи към типа петъчни джамии, и е най-голяма в града. Тя е продукт на Одринската школа и представлява междинен етап между одринските Евлия Касим паша джамия от 1478 година и Султан Баязид II джамия от 1484 - 1488 година на Мимар Хайредин. Монументалната ѝ архитектура от дялан камък и кубичните ѝ ефекти я отличават от Бурсенската школа и я поставят на прага на класическата османска архитектура.

## Местоположение
Джамията е изградена покрай северния бряг на Драгор, на Битпазар в квартала Емир бей или Ейне бей, известен също и като Исак Челеби махала. Джамията е разположена между административните сгради, безистена и Големия мост.

## История
Според местни предания, записани от Марко Цепенков, джамията е изградена върху църквата „Свети Дух“. Йован Хадживасилевич в „През Стара Сърбия и Македония в 1879 година“ също предава легендата, че църквата „Свето Възкресение Господне“ на Битпазар е превърната в Исак джамия. За наличието на по-стара християнска църква обаче няма археологически доказателства.
Джамията е построена от кадията Исак Челеби ибн Иса, син на кадията Иса Факъх. Ктиторският надпис е върху основния вътрешен портал и е на мраморна плоча с размери 150 на 70 cm. Надписът е от осем стиха, разделени с осем равни полета. Датата е дадена като хронограм в насх:
| „ | Помощ (идва) в името на Бог, Милостивия, Милосърдния. Старата къща бе украсена с хронограма. Неговият благороден Исак ибн Иса, нека щастието му продължава, Нека честта му се увеличи в рая. Той построи джамията за наше щастие. С това се сдоби с всезнаеща мъдрост. След това, вдъхновен, той издиктува хронограм: Той пристигна в името на Бог, Милостивия и Милосърдния. | “ |

Датата на построяване е в последния стих на хронограма и според Муджахид Асимов е 912 година от хиджра (1506). Датата според него е била грешно изчислена от Евлия Челеби, Айверди и Калеши. За издръжката на храма Исак Челеби учредява вакъф с вакъфнаме от 22 – 31 юни 1508 година. От второто вакъфнаме от 10 – 19 юли същата години става ясно, че вакъфът се състои от 1 джамия, 1 мектеб, 1 медресе, 105 магазина, 4 стаи, 1 завие, 20 мелници, 1 нива, колекция книги за медресето и сумата от 300 000 златни дирхама. За завието дарява още 20 000 и за мектеба още 2000.
В 1661 година джамията е посетена от Евлия Челеби, който я определя като най-хубавата в града.
Поради централния си характер, джамията е реновирана и реконструирана няколко пъти, като през вековете са добавяни нови елементи, а старите са реновирани. Последният голям османски ремонт, реставрация и разширение е извършен по случай посещението на султан Мехмед V Решад в Битоля в 1911 година. След това към мястото за молитви, където е отсядал султанът, е добавена специален Царски чардак.
След 1945 година джамията получава статут на паметник на културно-историческото наследство. Извършени са и адекватни реставрации и консервации. Последната реставрация и консервация на сградата е извършена през 2014 годдина с подкрепата на Република Турция.

## Архитектура
На южната фасада има тюкоазена Соломонова звезда – знакът на архитекта. Целият комплекс се е състоял от монументална петъчна джамия, медресе с десет стаи, две стаи за гости (музафирханета), печатна работилница, имарет и кухня, конюшня и обществени тоалетни, завие и мектеб с библиотека от 275 тома и три корана. Вследствие на лошо управление с годините собствеността изчезва с изключение на джамията, която е в добро състояние.
В края на XVIII или началото на XIX век гръмотевица поврежда минарето и трема и те са поправени от майстор Гине от Смилево. Тремът е разширен като затворена двойна галерия с нов ред от три купола и покрита със скатен покрив. Този подход е заимстван от атонската църковна архитектура. В началото на XX век джамията е посетена от султан Мехмед V Решад, за което в молитвената зала е построен царски дървен балкон (хюнкар махвили), стенните украси са подновени, по стените са изписани и калиграфски надписи със свещените стихове и са закупени няколко скъпи ориенталски килима.
Куполът на джамията има външни размери 14,2 m диаметър и 26 m височина. Храмът има монументални размери, но пропорциите му са хармонични. Осмостенният барабан има прозорци от всички страни и е базиран на сталактитни тромпи. В барабана има кръгла галерия – донама, единствена по рода си в Битоля. Куполът има диаметър 14,52 m, а е висок 26 m.
Джамията е изградена със старата византийска техника на редуване на три реда тухли с дялан камък, както и вмъкване на тухли в между дяланите камъни в стил клоазоне. Екстериорът се характеризира с отлични пропорции на постепенното издигане.
Интериорът е изслючително богат. Осветен е от три реда прозорци, като най-долните са монументално рамкирани с мрамор. Портикът е двоен. Джамията има голяма висока дървена галерия на северозападната страна на молитвеното пространство – махвил и донама. Махвилът, който има деликатна мушарабия, е ремонтиран при посещението на султан Решад V в Битоля в 1911 година. Донамата е направена в 1912 година от французи, за да станат възможни поправки в горната част на храма. Нишата на михраба е висока, направена от мрамор със сталактитни декорации. Освен сталактитите в горната част на михраба са изрисувани и тези на тромпите. Минбарът е изписан с арабески.
Минарето е многоъгълно и високо 45 m. Балконът има мраморен парапет, а върхът е покрит с олово.